# Tabebuia platyantha
Tabebuia platyantha es una especie de planta perteneciente a la familia Bignoniaceae. Es nativa de Jamaica.

## Fuente
- Areces-Mallea, A.E. 1998. Tabebuia shaferi. 2006 IUCN Red List of Threatened Species. Descargado el 23 de agosto de 2007.

- Datos: Q5437095